# ゴールデンターキン
ゴールデンターキン（学名:Budorcas taxicolor bedfordi）は、絶滅のおそれのある国際保護動物ターキンの1亜種。ヤギやアンテロープとよく似た特性を持ち、中華人民共和国とブータン王国に生息する。

## 形態
雄:最大350キログラム、雌:最大280キログラム、出生時:5~7キログラム。
岩の多い生息地で行動しやすい割れた蹄を持つ。鼻には吸入空気を加熱する大きな副鼻腔があり、呼吸中の体熱の損失を防いでいる。
雄雌両方、黒い三日月形の角があり、頭の中心から成長して最大90センチメートルの長さに達することがある。

## 生態
皮膚からは油を分泌する。その皮革がギリシャ神話の金羊毛の伝説の由来でもあると言われている。
麝香と馬の合わさったような匂いを持つ。
食事は主に早朝と夜遅く。食料は、植物。硬い木の樹皮などもすべて対象内で、足を使い葉の部分をたぐり寄せることができる。食物が乏しくなると、森林の谷に移動する。反芻を行う動物で、食べ物を胃に入れた際、第一胃に入る。第一胃の微生物は、小さな食物を消化する。大きな食物は口に逆流し、消化に十分な大きさに噛まれる。
毎年春に大きな群れとなり、4,300メートルを超える高さの山々を移動する。山間の移動中は毎回同じルートを使う。
天敵は主にクマ、オオカミ、ヒョウなど。普通はおとなしいが、危険を察知すると岩から岩まで飛んで逃げたり、咳をして警告する。
繁殖形態は胎生。妊娠期間は6〜7ヶ月。

## コミュニケーション
雄は直立姿勢で顎を持ち上げ、優位を示す。身体を横向きにした場合はサイズを強調しており、頭を下げた姿勢は攻撃性を伝えている。
尿中のフェロモンを強調するために、雄は自分の前脚、胸、および顔面に尿を付け、雌は排尿時に尾を浸す。
群れの大きさは季節によって変わり、春と初夏の間は最大300頭の群れになることがあり、食べ物に乏しい際は10〜35頭のの小さなグループに分かれる。群れは大人の雌、子供、若い雄から成っている。
寿命は野生では16〜18歳、動物園では20年まで。

## 子ターキンの生態
出産した際に天敵が近くにいる場合、または群れが食べ物のために長距離を移動する必要がある場合、母子は共鳴し合って行動する。
約2ヶ月で授乳をやめるが、次の子が生まれるまでは母の近くにとどまることがある。
角は、ターキンの子供が生後約6ヶ月で成長し始める。
大人よりも毛色が暗いので、天敵から身を守ることができる。